# Agapanthia alaiensis
Agapanthia alaiensis är en skalbaggsart som beskrevs av Josef Kratochvíl 1985. Agapanthia alaiensis ingår i släktet Agapanthia och familjen långhorningar. Inga underarter finns listade i Catalogue of Life.